# 廣島大學
广岛大学（日语：／ Hiroshima daigaku），簡稱廣大，是日本一所国立研究型综合大学，成立于1949年，位於廣島縣東廣島市，是该縣唯一國立大學，拥有东广岛、霞、东千田3个校区。前身为广岛高等师范学校、广岛文理科大学，与筑波大学并称旧二文理大。

## 学术声誉
2015年，廣大入選超級全球大學的「TOP型」指定校之一，與舊帝國大學、早慶、筑波、醫齒大等一流名校並列同級，為日本地方國立大学的異例。2015年萊頓大學世界大學論文引用排名（CWTS）日本第10名。Nigel Ward日本大學排名（研究經費·論文引用率·入學難易度·聲望）第14名。
2022年世界大學學術排名將其列為全球401–500位，在醫學、科學、教育學、人文社會科學等領域享負盛譽。
2024年泰晤士世界大學排名將其社會科學列為全日本第5、教育學全日本第5、心理學全日本第7名。

## 姊妹校

### 美洲地區
- 哈佛大學
- 加州大學柏克萊分校
- 密西根大學
- 明尼蘇達大學
- 馬里蘭大學
- 阿拉巴馬大學
- 夏威夷大學
- 亞利桑那州立大學
- 德州大學奧斯丁分校

### 亞洲地區
- 國立臺灣師範大學
- 國立中正大學
- 國立東華大學
- 臺北醫學大學
- 國立中央大學
- 國立中山大學
- 世新大學[5]
- 臺北市立大學
- 輔仁大學